# Bekeerlingendag

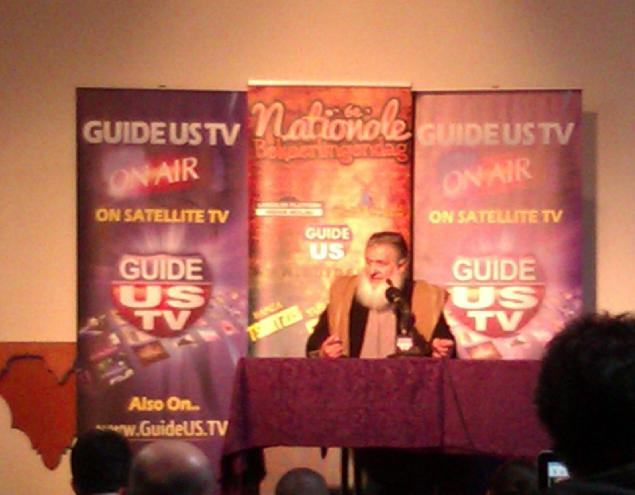
Yusuf Estes tijdens de bekeerlingendag 2013 in Amsterdam

De Bekeerlingendag is een bijeenkomst voor bekeerlingen die zijn bekeerd tot de islam die sinds 2007 op diverse plaatsen in de Benelux wordt gehouden. Tijdens een dergelijk dag staat het leven als een bekeerling in het Westen vaak centraal. Dikwijls worden tijdens deze dagen lezingen gehouden, maar ook is er vaak de mogelijkheid voor de bekeerlingen om met elkaar ervaringen uit te wisselen.

## België
De eerste bekeerlingendag werd in Antwerpen gehouden op 4 maart 2007. Deze bijeenkomst werd georganiseerd door twee Belgische bekeerlingenorganisaties, namelijk al-Minara en De Koepel. Op deze bijeenkomst waren ongeveer 300 moslims bijeen.

## Nederland
Afgelopen jaren zijn er verschillende bekeerlingendagen gehouden in Nederland. Deze dagen worden jaarlijks gehouden op verschillende locaties. De eerste Nationale Bekeerlingendag was georganiseerd in de Dar al-Hijrah-moskee in Rotterdam in januari 2008. De Nederlandse bekeerlingendag wordt georganiseerd door Stichting OntdekIslam in samenwerking met het Landelijk Platform Nieuwe Moslims.
In 2009 kwam de tweede Nationale Bekeerlingendag in het nieuws door de komst van imam Khalid Yasin, die volgens een artikel in het Algemeen Dagblad een paar dagen eerder zou hebben gezegd dat de islamkritische landelijke politicus Geert Wilders een "traditionele geseling met een riem" zou moeten krijgen. Later bleek dit een vertaalfout van een journalist van het Algemeen Dagblad te zijn; Khalid Yasin had gezegd dat Geert Wilders een "juridische tik op zijn vingers" verdiende.
Tijdens de Nationale Bekeerlingendag worden geregeld bekende buitenlandse bekeerlingen uitgenodigd, zoals Khalid Yasin (2009), Yusuf Estes (2013), Abdur Raheem Green (2011) en Mutah Napoleon (2011).

## Internationaal
Ook al zijn er in landen als de Verenigde Staten en het Verenigd Koninkrijk verschillende organisaties voor bekeerlingen, toch zijn er nog geen dergelijke bekeerlingendagen georganiseerd. Wel kennen de verschillende bekeerlingenorganisaties speciale lessen voor bekeerlingen zoals introductiecursussen.